# Conus tiaratus
Conus tiaratus е вид охлюв от семейство Conidae. Видът не е застрашен от изчезване.

## Разпространение и местообитание
Разпространен е в Галапагоски острови, Гватемала, Еквадор, Колумбия (Малпело), Коста Рика (Кокос), Мексико (Гереро, Колима, Мичоакан, Наярит, Оахака, Ревияхихедо, Синалоа, Сонора, Халиско, Чиапас и Южна Долна Калифорния), Никарагуа, Панама, Перу, Салвадор и Хондурас.
Обитава крайбрежията на морета, заливи и рифове.